# Delfino Pescara 1936
Delfino Pescara 1936 er en fodboldklub fra byen Pescara i regionen Abruzzo i Italien. Klubbens farver er lyseblå og hvid. Klubben spiller sine hjemmekampe på Stadio Adriatico - Giovanni Cornacchia.

## Historie
Delfino Pescara 1936's rødder går tilbage til begyndelsen af 1920'erne, men det er ved genskabelsen af klubben i 1936, at den officielle historie begynder. I årene umiddelbart før og efter Anden Verdenskrig var Pescara i Serie B. Herefter oplevede man nogle årtier i den tredje- og fjerdebedste række, før man midt i 1970'erne begyndte at række ud mod toppen igen. I 1974 rykkede klubben op i Serie B, og i 1977 stod den for første gang på Serie A på Stadio Adriatico. Det var med spillere som Giorgio Repetto og Bruno Nobili på holdet.
Siden 1970'erne har Pescara udviklet sig til at af de mest stabile Serie B hold i Italien. Klubben har siden oprykningen i 1974 i alt haft syv sæsoner i serie A og seks i Serie C. De øvrige mere and 30 sæsoner har været i den næstbedste række.
De resultatmæssige højdepunkter er kommet spredt. Kun to gange er det lykkedes for Pescara som oprykker at undgå øjeblikkelig nedrykning fra Serie A og blive mere end én sæson på øverste hylde. Det var i klubbens to første forsøg i 1979 og 1988. I 1988 skete det med bl.a. den brasilianske landsholdsstjerne Júnior på holdet. Herefter er det hver gang blevet til en hurtig returbillet. Således oplevede den danske europamester John Sivebæk at rykke ned med dem i 1993, hvorefter han spillede en sæson i Serie B.
I det nye årtusinde kom Pescara som så mange andre italienske klubber i økonomisk uføre. Det førte i 2009 til en konkurs og det nye navn Delfino Pescara, der er en reference til dyrelivet i det nærliggende hav, som man også ser det i klubbens våbenskjold. Det gik dog, som det også ofte ses, hurtigt fremad igen, da man i 2012 sikrede sig oprykning til Serie A med de kommende stjerner Marco Veratti, Lorenzo Insigne og Ciro Immobile på holdet. Alle disse, hvoraf de to sidste var på lån, var dog væk allerede året efter, og klubben rykkede direkte ned igen. Danske Matti Lund Nielsen var også på oprykkerholdet efter sit vinterskifte fra FC Nordsjælland. Nielsen strøg ind som fast mand på midtbanen under den legendariske træner Zdeněk Zeman og han ultraoffensive stil. I opryningssæsonen havde Pescara en målscore på +90/-55, mens Torino på andenpladsen med samme pointal havde en målscore på +57/-28.
Pescara var atter i Serie A for en enkelt sæson i 2016-17.

## Stadion
Pescaras hjemmebane er Stadio Adriatico - Giovanni Cornacchia, der som navnet antyder ligger ganske tæt på Adriaterhavets kyst. Det er ikke langt fra havnen og badestrandene i byens sydlige udkant. Stadionet er en klassisk oval med løbebane og kun med tag over hovedtribunen. Det er blev oprindeligt tegnet af arkitekten Luigi Piccinato og åbnede i 1955. I 2009 blev stadion renoveret, fik plads til 24.400 siddende tilskuere og navngivet efter hækkeløberen Giovanni Cornacchia, der var født i Pescara og død året forinden.

## Kendte spillere gennem tiden
- BRA Dunga
- BRA Leo Júnior
- BRA Tita
- ITA Massimiliano Allegri
- ITA Emanuele Calaiò
- ITA Andrea Carnevale
- ITA Morgan De Sanctis
- ITA Filippo Galli
- ITA Gian Piero Gasperini
- ITA Walter Mazzarri
- ITA Lorenzo Insigne
- ITA Marco Verratti
- ITA Ciro Immobile

## Danske spillere gennem tiden
- DEN John Sivebæk (1992-1994)
- DEN Matti Lund Nielsen (2012-2015)
- DEN Frederik Sørensen (2021)